# Szarmanovói járás

A Szarmanovói járás Tatárföldön

A Szarmanovói járás (oroszul Сармановский район, tatárul Сарман районы) Oroszország egyik járása Tatárföldön. Székhelye Szarmanovo.

## Népesség
- 1989-ben 32 258 lakosa volt.
- 2002-ben 37 475 lakosa volt.
- 2010-ben 36 681 lakosa volt, melyből 33 320 tatár, 2 859 orosz, 103 baskír, 56 csuvas, 35 mordvin, 30 ukrán, 27 mari, 12 udmurt.